# Opal Lee
Opal Lee (de soltera Flake; Marshall, 7 de octubre de 1926) es una activista y maestra retirada estadounidense conocida por su activismo para hacer de Juneteenth un día festivo reconocido a nivel federal en los Estados Unidos. A menudo se la describe como «grandmother of Juneteenth» («abuela del Juneteenth»).
El 17 de junio de 2021, el presidente de los Estados Unidos, Joe Biden, firmó el Proyecto de Ley del Senado S. 475, que convierte Juneteenth en el undécimo feriado federal de los Estados Unidos.

## Primeros años
Lee nació en Marshall, Texas el 7 de octubre de 1926. Era la mayor de tres hijos de Otis Flake y Mattie Broadsus. Cuando tenía diez años, ella y su familia se mudaron a Fort Worth, Texas. Los Flakes se trasladaron más tarde al distrito 7 de Fort Worth, Texas (también conocido como Terrell Heights).
En junio de 1939, sus padres compraron una casa en la cuadra 900 de East Annie Street, entonces un área mayoritariamente blanca. El 19 de junio de 1939, 500 manifestantes blancos destrozaron e incendiaron su casa. Lee tenía doce años en ese momento. Al recordarlo años más tarde, dijo: «El hecho de que sucedió el día 19 de junio me ha impulsado a hacer que la gente entienda que Juneteenth no es solo un festival».
Opal Lee asistió a I.M. Terrell High School, la primera escuela secundaria negra de Fort Worth. Se graduó de la escuela secundaria en 1943 a la edad de 16 años.

## Carrera profesional
En 1952, Lee se graduó en Wiley College en Marshall, Texas, recibiendo su licenciatura en educación primaria. Más tarde, Lee asistió a la Universidad Estatal del Norte de Texas (ahora Universidad del Norte de Texas), donde obtuvo su Maestría en Consejería y Orientación. Después de recibir su maestría, Lee regresó a Fort Worth, donde fue educadora y consejera del Distrito Escolar Independiente de Fort Worth (FWISD) durante quince años. En 1967, se casó con Dale Lee cuando ella era maestra en la escuela primaria McCoy y él era el director de la escuela primaria Morningside. Tuvieron cuatro hijos; luego se divorciaron. También fue miembro de la junta de la Agencia de Acción Comunitaria (CAA) del condado de Fort Worth-Tarrant hasta que fue despedida en 1971.

## Activismo

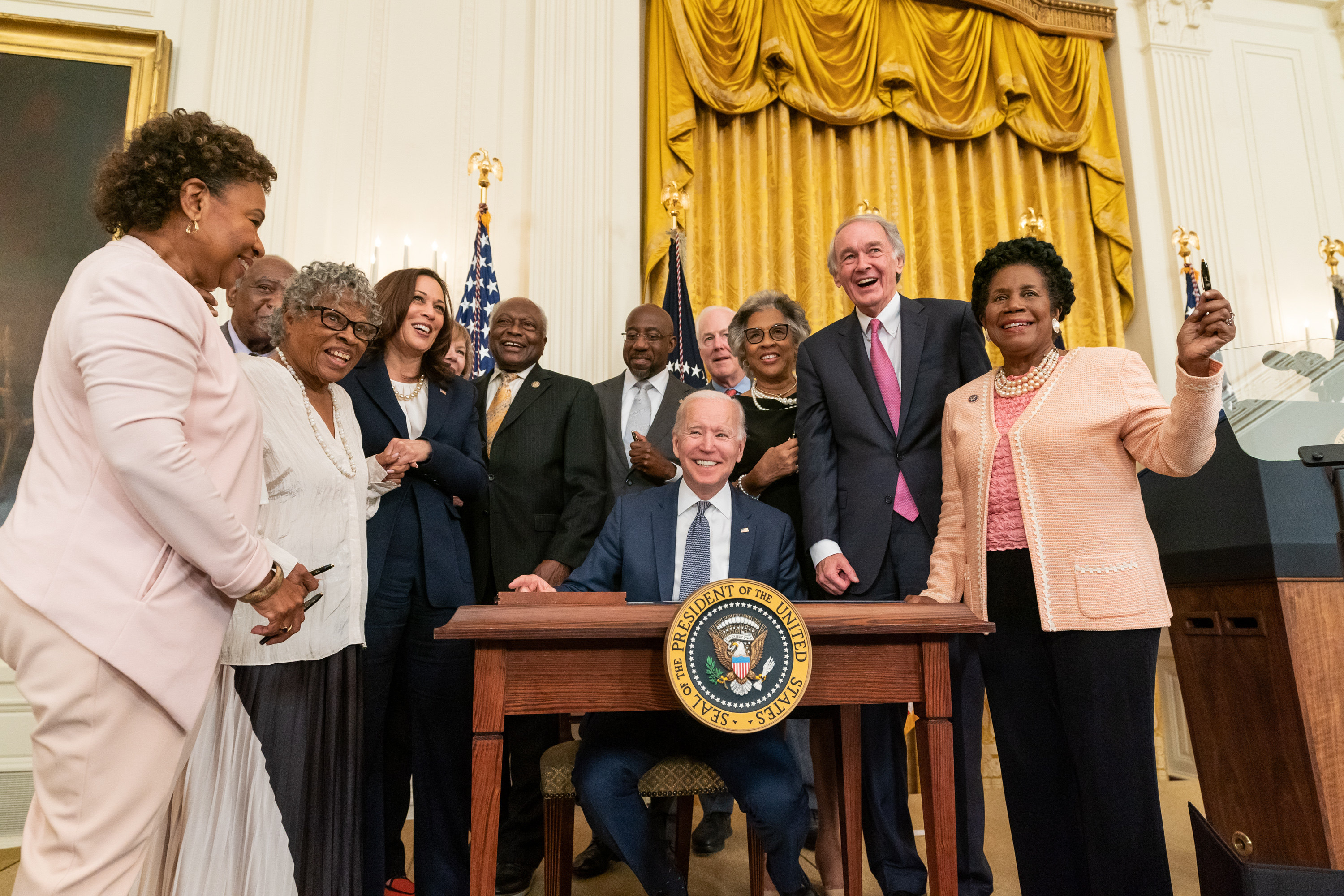
Lee (segunda desde la izquierda, en primer plano) durante la firma de la ley convirtiendo oficialmente a Juneteenth en un feriado federal en junio de 2021.

Después de su retiro de la docencia en 1976, Lee se involucró en causas comunitarias de Fort Worth. Lee ayudó a fundar la Sociedad Histórica y Genealógica Negra del Condado de Tarrant, junto con la activista de derechos civiles Lenora Rolla. Ayudó a organizar la celebración anual del Día de Martin Luther King Jr., el Mes de la Historia Afroamericana y la celebración del 16 de junio de Fort Worth. Lee ayudó en la campaña de Ann Richards, candidata a gobernadora de Texas. Durante la década de 1980, Lee originó la tradición de llevar a los líderes de la ciudad de Fort Worth en un recorrido anual en autobús a través de áreas económicamente deprimidas de Fort Worth, señalando puntos de referencia importantes para las comunidades minoritarias de Fort Worth.
Lee hizo campaña durante décadas para hacer de Juneteenth un feriado federal. Ella ha promovido la idea dirigiendo caminatas de 2.5 millas cada año, representando los 2.5 años que tomó para que la noticia de la Proclamación de Emancipación llegara a Texas. A la edad de 89 años, caminó desde Fort Worth a Washington D. C., partió en septiembre de 2016 y llegó a Washington en enero de 2017. Ella esperaba defender su caso de un feriado federal directamente al entonces presidente de los Estados Unidos, Barack Obama. Lee no solo ha marchado en Texas, sino también en Madison y Milwaukee, Wisconsin; Atlanta, Georgia; y las Carolinas. Promovió una petición para un feriado federal del Juneteenth en Change.org; la petición recibió 1,6 millones de firmas. Ella dijo: «Va a ser un día festivo nacional, no tengo ninguna duda al respecto. Lo que quiero decir es que hagamos que sea un día festivo en mi vida».
En junio de 2021, a la edad de 94 años, sus esfuerzos tuvieron éxito cuando el Congreso de los Estados Unidos aprobó un proyecto de ley para convertir a Juneteenth en un feriado federal y el presidente de los Estados Unidos Joe Biden lo promulgó. Fue una invitada de honor en la ceremonia de firma del proyecto de ley y recibió el primero de los muchos bolígrafos que Biden utilizó para firmar el documento. Mientras estaba sentada en la primera fila, recibió una ovación de pie y Biden se arrodilló para saludarla.